# مارتن ماكورميك
مارتن ماكورميك (بالإنجليزية: Martin McCormick)‏ هو راكب الكنو أمريكي، ولد في 19 يونيو 1964.

## وصلات خارجية
- مارتن ماكورميك على موقع أوليمبيديا (الإنجليزية)